# العلاقات التركية الغواتيمالية
العلاقات التركية الغواتيمالية هي العلاقات الثنائية التي تجمع بين تركيا وغواتيمالا.

## مقارنة بين البلدين
هذه مقارنة عامة ومرجعية للدولتين:
| وجه المقارنة                                              | تركيا         | غواتيمالا       |
| --------------------------------------------------------- | ------------- | --------------- |
| المساحة (كم2)                                             | 783.56 ألف    | 108.89 ألف      |
| عدد السكان (نسمة)                                         | 80.14 مليون   | 17.26 مليون     |
| الكثافة السكانية (ن./كم²)                                 | 102.28        | 158.51          |
| العاصمة                                                   | أنقرة         | غواتيمالا       |
| اللغة الرسمية                                             | اللغة التركية | اللغة الإسبانية |
| العملة                                                    | ليرة تركية    | كتزال غواتيمالي |
| الناتج المحلي الإجمالي (بليون دولار)                      | 851.10 مليار  | 75.62 مليار     |
| الناتج المحلي الإجمالي (تعادل القوة الشرائية) بليون دولار | 1.57 تريليون  | 126.21 مليار    |
| الناتج المحلي الإجمالي الاسمي للفرد دولار أمريكي          | 9.12 ألف      | 3.90 ألف        |
| الناتج المحلي الإجمالي للفرد دولار أمريكي                 | 19.79 ألف     | 7.45 ألف        |
| مؤشر التنمية البشرية                                      | 0.761         | 0.627           |
| رمز المكالمات الدولي                                      | +90           | +502            |
| رمز الإنترنت                                              | .tr           | .gt             |
| المنطقة الزمنية                                           | ت ع م+03:00   | 00              |

## منظمات دولية مشتركة
يشترك البلدان في عضوية مجموعة من المنظمات الدولية، منها:
| علم المنظمة | اسم المنظمة                               | تاريخ انضمام تركيا | تاريخ انضمام غواتيمالا |
| ----------- | ----------------------------------------- | ------------------ | ---------------------- |
|             | مؤسسة التنمية الدولية                     | 22 ديسمبر 1960     | 27 أبريل 1961          |
|             | يونسكو                                    | 4 نوفمبر 1946      | 2 يناير 1950           |
|             | وكالة ضمان الاستثمار متعدد الأطراف        | 3 يونيو 1988       | 11 يوليو 1996          |
|             | الأمم المتحدة                             | 24 أكتوبر 1945     | 21 نوفمبر 1945         |
|             | الاتحاد البريدي العالمي                   | ?                  | ?                      |
|             | البنك الدولي للإنشاء والتعمير             | 11 مارس 1947       | 28 ديسمبر 1945         |
|             | المنظمة الهيدروغرافية الدولية             | ?                  | ?                      |
|             | الاتحاد الدولي للاتصالات                  | 1866               | 10 يوليو 1914          |
|             | منظمة حظر الأسلحة الكيميائية              | ?                  | ?                      |
|             | مؤسسة التمويل الدولية                     | 19 ديسمبر 1956     | 20 يوليو 1956          |
|             | المركز الدولي لتسوية المنازعات الاستشارية | 2 أبريل 1989       | 20 فبراير 2003         |
|             | منظمة التجارة العالمية                    | 26 مارس 1995       | ?                      |
|             | منظمة الشرطة الجنائية الدولية             | ?                  | ?                      |

## وصلات خارجية
- موقع وزارة الخارجية التركية
- موقع وزارة الخارجية الغواتيمالية